# لارا کرافت و نگهبان نور
لارا کرافت و نگهبان نور (انگلیسی: Lara Croft and the Guardian of Light) یک بازی ویدئویی سکوبازی اکشن تک‌نفره و گروهی برای سکوهای اندروید، بلک‌بری پلی‌بوک، آن‌لایو، گوگل کروم، آی‌اواس، ویندوز، پلی‌استیشن ۳ و اکس‌باکس ۳۶۰ می‌باشد که توسط کریستال داینامیکس و نیکسس سافت‌ویر توسعه و آیدوس نشر پیدا کرده‌است.
این بازی که جزوی از سری توم ریدر می‌باشد، اولین بار در ژاپن در تاریخ ۱۸ سپتامبر ۲۰۱۰ به صورت توزیع دیجیتال و رایانش ابری منتشر شد.
از زمان اولین انتشار تا ۲۲ اوت ۲۰۱۳، مجموعاً بیش از یک میلیون نسخه برای تمام سکوها بفروش رسید.